# 塞利謝 (尼任區)
51°4′2″N 31°28′19″E / 51.06722°N 31.47194°E
參數所指定的目標頁面不存在，建議更正成存在頁面或直接建立下列一個頁面（建立前請先搜尋是否有合適的存在頁面可以取代）：
- 塞利謝

塞利謝（烏克蘭語：Селище）是烏克蘭北部切爾尼戈夫州尼任區姆林市鎮的村莊，始建於1650年，面積0.4平方公里，海拔高度118米，2001年人口574，人口密度每平方公里1,435人。